# Matej Bošnjak
Matej Bošnjak (8. siječnja 2002.) hrvatski je profesionalni košarkaš, visok 205 cm, igra za Cibonu. Igra na poziciji centra.
 
U profesionalnoj karijeri igrao je za KK Cedevita, KK Dubrava i KK Cibona.

S hrvatskom kadetskom košarkaškom reprezentacijom (do 16) osvojio je zlatnu medalju na Europskom prvenstvu 2018. u Srbiji. Tijekom prvenstva ostaje zapamćena utakmica protiv Litve kada je kapetan Matej Bošnjak u poslijednjim trenutcima utakmice blokadom odveo reprezentaciju Hrvatske kadetske reprezentacije u polufinale prvenstva.